# Клиничен одит
Клиничен одит е процес, който се дефинира като „процес на подобрение на качеството, който се стреми да подобри грижата за пациента и резултатите, чрез систематично преглеждане на грижата спрямо определени формулирани критерии и прилагането на промяна“.
Ключовият компонент на клиничния одит е изпълнението да бъде преразглеждано (или одитирано), за да се осигури това, което трябва да бъде направено е направено, и ако не е, да се зададе рамка, която да направи възможно въвеждането на подобрения. Формално е инкорпориран в системите за здравеопазване на много страни, например от 1993 г. в Националната система за здравеопазване на Великобритания, в която има група за ръководство на клиничен одит.
Клиничен одит се прилага за организации и различни услуги в областта на здравеопазването. Той може да има смисъла на акредитация и може да се прилага включително и за онлайн здравна информация и услуги.

## История
Един от първите клинични одити е предприет от Флоранс Найтингейл по време на Кримската война от 1853 – 1855 г.
При пристигането си в болницата от тип медицински бараки в Юскюдар през 1854 г., Флоранс е отвратена от несанитарното състояние и високи нива на смъртност сред ранените или болни войници. Тя и нейния екип от 38 сестри прилагат строги санитарни практики и стандарти на хигиена в болницата и към оборудването, и с възможностите на Флоранс в областта на математиката и статистиката, тя поддържа педантично точни записи за нивата на смъртност сред пациентите на болницата. Това резултира в промяна на нивата на смъртност от 40% на 2% и е от помощ за преодоляване на съпротивата на британските лекари и офицери към процедурите на Флоранс. Нейният методологичен подход, както и наблягане на придържането към единни стандарти и сравнимост на резултатите от здравната грижа се признават като една от най-ранните програми за здравен мениджмънт.
Друга известна фигура в областта е Ърнест Кодман (1869 – 1940). Кодман става известен като първият истински медицински одитор след работата му през 1912 г. върху наблюдение на хирургическите резултати. Идеята на Кодман за „крайните резултати“ е такава, че историята на всеки пациент след операция се проследява, така че да могат да се идентифицират индивидуалните грешки на хирурга към специфични пациенти.
Макар че подходът на Кодман е по-скоро епидемиологичен в сравнение с този на Найтингейл и двата метода дават възможност да се види как различни подходи могат да се използват в процеса на подобряване на грижата за пациента.

## Интегриране в съвременните здравни системи
Въпреки резултатите на Найтингейл и Кодман (Масачузетс), клиничният одит бавно навлиза в практиката, като едва малцинство от работещите в здравеопазването прилагат процеса като средство за оценяване на качеството на здравна грижа, която се дава на пациентите. Това е така в следващите близо 130 години до 90-те години на 20 век, когато на Запад се появяват и първите систематични концепции и дефиниции за клиничен одит и предложения за интегриране в здравната система. Тази поява рефлектира промяната на Запад от медико-центричните разбирания от средата на 20 век към по-интердисциплинарни подходи, използвани в съвременното здравеопазване или това е промяната на фокуса от професионално-центрираното предоставяне на здравни услуги към един подход, който е обърнат към пациента (за сравнение напр. в българското здравеопазване движението в подходите и разбиранията е различно – до 1944 г. от равноположеност на професионално / към пациента, към 1944 г. – центризъм към професионалност, след 1989 г. – несистематично навлизане на чуждестранни практики и теоретични обосновки на такива).
През 1989 г. Бялата книга, „Работейки за пациентите“ („Working for patients“) отбелязва първото движение във Великобритания към стандартизиране на клиничния одит, като част от професионалното здравеопазване. Книгата дефинира медицинския одит (както се нарича тогава) като:
„систематичен критичен анализ на качеството на медицинската грижа, включително на процедурите, използвани за диагностика и лечение, на използването на ресурси и на резултатите, както и на качеството на живот на пациента.“
По-късно във Великобритания е възприет термина клиничен одит, като общата дефиниция се запазва и възприема от Националната здравноосигурителна система на Великобритания. Публикуват се и „Принципи за най-добра практика на клиничния одит“ от Националния институт за здраве и отлични клинични постижения на Великобритания.

## Видове клиничен одит
- Одит, базиран на стандарти – цикъл, който включва дефиниране на стандарти, събиране на данни за измерване на текущата практика спрямо тези стандарти и прилагане на промени, които са оценени като наложителни.
- Наблюдаване на вредни /неприемливи случаи и критични инциденти – това често се използва за оценяване на случаи, които са предизвикали загриженост или от които има нежелан и неочакван резултат. Мултидисциплинарен екип дискутира индивидуалните анонимни случаи, за да отрази как функционира медицинския екип и да даде възможност за научаване на нова информация /практики или информация за съществуващите проблеми за в бъдеще. Това обикновено е описвано като „одит върху значително събитие“.
- Взаимно оценяване – това е оценяване на качеството на здравна грижа, което се прави от клиничен екип с перспективата за подобряване на клиничната грижа. Индивидуалните случаи са дискутирани от оценяващия екип, за да се определи с ползата от припомнянето и изясняването, дали най-добрата практика е дадена като здравна грижа. Това е подобно на описания горе метод, но може да включва „интересни“ или „необичайни“ случаи, вместо проблематични такива.
- Проучвания сред пациенти и фокусни групи – това са методи, използвани за добиване на гледната точка на „потребителите на здравна грижа“ за качеството на лечение, което са получили. Тези проучвания се провеждат, за да събират данни.

## Място на клиничния одит в съвременното здравеопазване
Във Великобритания клиничният одит е част от системата на клинично управление, която подобрява стандартите на клинична практика. Клиничното управление е система, чрез която организациите на Националната здравна служба на Великобритания са наблюдавани за продължително подобряване на качеството на услугите и разполагаща с обширна програма на системи за подобряване на качеството. 6-те стълба на клиничното управление включват:
- клинична ефективност;
- изследване и развитие;
- отвореност;
- управление на риска;
- обучение и подготовка;
- клиничен одит.

Клиничният опит е включен в клиничното управление през 1997 г., което води със себе си коренно подобрение върху процесите на здравното обслужване.

## Процес на клиничния одит
Клиничният одит може да се опише като цикъл или спирала, виж фигурата. Вътре в цикъла има етапи, които следват систематичния процес на: установяване на най-добрата практика; измервания спрямо определени критерии; взимане на действия за подобряване на здравната грижа; наблюдение за поддържане на подобрението. При продължаване на процеса всеки цикъл достига до по-високо ниво на качество.

### Етап 1: Идентифициране на проблема или въпроса
Този етап включва избиране на тема или въпрос, който да бъде одитиран и най-вероятно включва измерване на придържането към най-добрите практики в процеса на здравеопазване, даващи най-добри резултати за пациентите. Изборът на тема за одит бива повлияна от фактори, включително:
- къде съществуват национални стандарти и препоръки, където има убедително доказателство за ефективна клинична практика (тоест медицина, базирана на доказателство);
- области, където проблеми са били забелязани в практиката;
- какви пациенти и общности се препоръчва да бъдат наблюдавани;
- където има ясен потенциал за подобряване на здравното обслужване;
- области с голям обсег и обем, висок риск или с високи разноски, в които могат да се направят подобрения.

Допълнително, теми за одит могат да бъдат препоръчани от националните органи като, в случая с Великобритания, Националния институт за здраве и отлични клинични постижения или Комисията по здравеопазване. Акредитационна схема Трент (орган за оценяване на качеството, особено в здравеопазването на Великобритания, сега заменен с други независими организации) преди е могъл да препоръча „тип на одита“ към участващите болници, както във Великобритания, така и извън нея, и може да предоставя съвет върху одитните теми.

### Етап 2: Дефиниране на критерии и стандарти
Решения, засягащи общата цел на одита или на това, което трябва да се случи като резултат от одита, или на какви въпроси трябва да отговори одитът. Тези неща трябва да бъдат написани пунктуално, като серия от кратки изложения или задачи, върху които одитът ще се фокусира. Общо, те формират одитните критерии. Тези критерии са експлицитни изложения, които дефинират какво се измерва и представят елементите за здравната грижа, които могат да бъдат измерени обективно. Стандартите най-често са вече дефинирани (във Великобритания) и само в конкретни случаи трябва да се описват. Става дума за стандарти за най-добра клинична практика, които обаче трябва да са базирани на доказателства (в случай, че не се използват готови стандарти).
- Критерий е измеримият резултат от здравната грижа, аспект на практиката или капацитет.
- Стандарт е прагът на желаното съответствие за всеки критерий (тези обикновено са изразявани в проценти).

### Етап 3: Събиране на данни
За да се подсигури прецизността на събраните данни и това, че само съществена информация е събрана, някои детайли върху това какво се одитира трябва да бъдат положени от самото начало. Това включва:
- потребителска група, която е включена с отбелязване на всички изключения;
- здравните професионалисти, които участват в грижата за тази група;
- период, за който критериите са приложени.

Извадки от данните са използвани като компромис между статистическата валидност и прагматическата употреба на събраните данни. Данните, които се събират могат да бъдат налични в компютъризирана информационна система или в други случаи да е подходящо да се събират ръчно или електронно, използвайки решения като Formic, в зависимост от резултатите, които трябва да бъдат измервани. При всеки случай трябва да бъде уточнено типа на събираните данни, къде те могат да бъдат намерени и за какво ще служат данните.
По отношение на етичните въпроси – извадките от данни за одита не трябва да съдържат лични данни, а потенциално чувствителните теми трябва да бъдат отнасяни към органите за етични разследвания в медицината (във Великобритания това например е националната агенция за сигурност на пациентите, NRES – Национална разследваща етична служба Архив на оригинала от 2008-04-13 в Wayback Machine.).

### Етап 4: Сравняване на изпълнението с критериите и стандартите
Това е аналитичен етап, където резултатите от събраните данни са сравнявани с критериите и стандартите. Крайният етап на анализа е заключаването доколко добре стандартите са постигнати и ако е приложимо идентифициране на причините, поради което не са налице тези стандарти във всички необходими случаи. Тези причини могат да бъдат приети за приемливи, тоест да бъдат приети като изключения към общите критерии за стандарта в бъдеще или да бъде предложен фокус за мерки за подобрение.
В процентно отношение 100% срещане на стандарта е желано, като на практика всички резултати, които са твърде близо до това са приемливи, с изключение на сериозните случаи, където абсолютните 100% са необходими на практика.

### Етап 5: Прилагане на промени
След като резултатът от одита е публикуван или дискутиран, трябва да бъде постигнато съгласие за препоръките за промяна. Използването за план за действие, който да записва тези препоръки е добра практика, това трябва да включи, кой с какво се е съгласил и кога. Всяка гледна точка трябва да бъде добре дефинирана, като трябва да бъде посочен индивидът, който я е изразил, както и срокът за извършване на предложените промени.
Създаването на план за действие може да включва усъвършенстване на средството за одитиране, особено ако измерванията, които са използвани, бъдат определени като неподходящи или неправилно адресирани. В други случаи могат да бъдат необходими нови измервания на процеси или резултати или да се включат отношения с други департаменти или професионалисти. Твърде често клиничните одити приключват с критика към други организации, департаменти или професионалисти, които са известни на одитираните или са свързани с тяхната работа. В този смисъл съвместен одит е много по-печеливш и трябва да бъде окуражаван от ръководещия / мениджъра на клиничния одит.

### Ре-одитиране: потвърждаване на подобренията
След избран период одитът трябва да бъде повторен. Същите стратегии за идентифициране на примерните данни, методите и анализираните данни трябва да бъдат използвани, за да има сравнимост с оригиналния одит. Ре-одитът трябва да демонстрира, че промените са приложени и подобрения са направени. По-нататъшни промени могат да бъдат изисквани, водещи до допълнителни ре-одити.
Този етап е от критично значение за успешния резултат от одитния процес – тъй като верифицира дали промените, които са приложени са имали ефект и да се видят по-нататъшните подобрения, които са необходими, за постигането на стандарти на здравеопазване, които са идентифицирани в Етап 2.
Резултатите, показващи добър одит, е добре да бъдат разпространявани на местно и национално ниво. Във Великобритания професионални списания като BMJ (British medical journal или Британско списание за медицина) и Nursing Standard (Стандарт за медицински сестри) публикуват резултатите от одити с резултати за добро качество, особено ако работата или методологията може да бъде обобщена и приложена в употреба другаде.

## В България
Изпълнителна агенция „Медицински одит“ към МЗ започва работа на 1 януари 2010 г. и има контролираща функци. Агенцията трябва да създаде в бъдеще национална система за управление на качеството (със съответстващо законодателство). Тя ще се стреми да въведе качество на здравното осигуряване, ще предотвратява корупция и ще създава национални стандарти за качество (които имат характера на разпоредби, някои от тях са вече в сила), ще индикира необходимостта от създаване на вътрешно оценяване в организациите, придържайки се към вече установеният международен опит. Агенцията извършва проверки върху съответствието на организации със здравното законодателство, спазване правата на пациенти, като проверява оплаквания и жалби на пациенти.  Агенцията също така има правото да налага санкции върху здравни организации.
Агенцията работи съвместно с Комисията за финансов надзор и пациентски организации, ползвайки външни експерти.

### Проверки на Агенцията
До 30 ноември 2010 г. агенцията е получила 499 жалби и сигнали, като 65% са жалбите, свързани с качеството на медицинската услуга, а останалите са свързани с нерегламентирани плащания на НЗОК.
Проверка през лятото на 2010 г. установява в курортите във Варненска и Бургаска област, че повече от половината практики не са регистрирани и не изпълняват изискванията на възприетите стандарти.
Агенцията е извършила 263 проверки от 1 март до 30 ноември, по жалби – 135 и при самосезиране – 50. В резултат на проверките са връчени 144 акта за административни нарушения и 95 наказателни постановления и към 10 януари 2011 г. води 35 съдебни дела, от които повече от половината се решават в полза на агенцията.
Най-проверявана е болницата „Пирогов“ с 26 проверки и наложени санкции за 16 хил. лв., общо 12% от наложените до януари 2011 санкции.

### Реакции и резултати
От здравните организации, според Златка Петрова, смятат АМО за „медицинска полиция“, „медицински ДАНС“ и относима на проверките на здравната каса, като някои се справят с подобряването на здравното обслужване .